# Neptunbrunnen (Bremen)

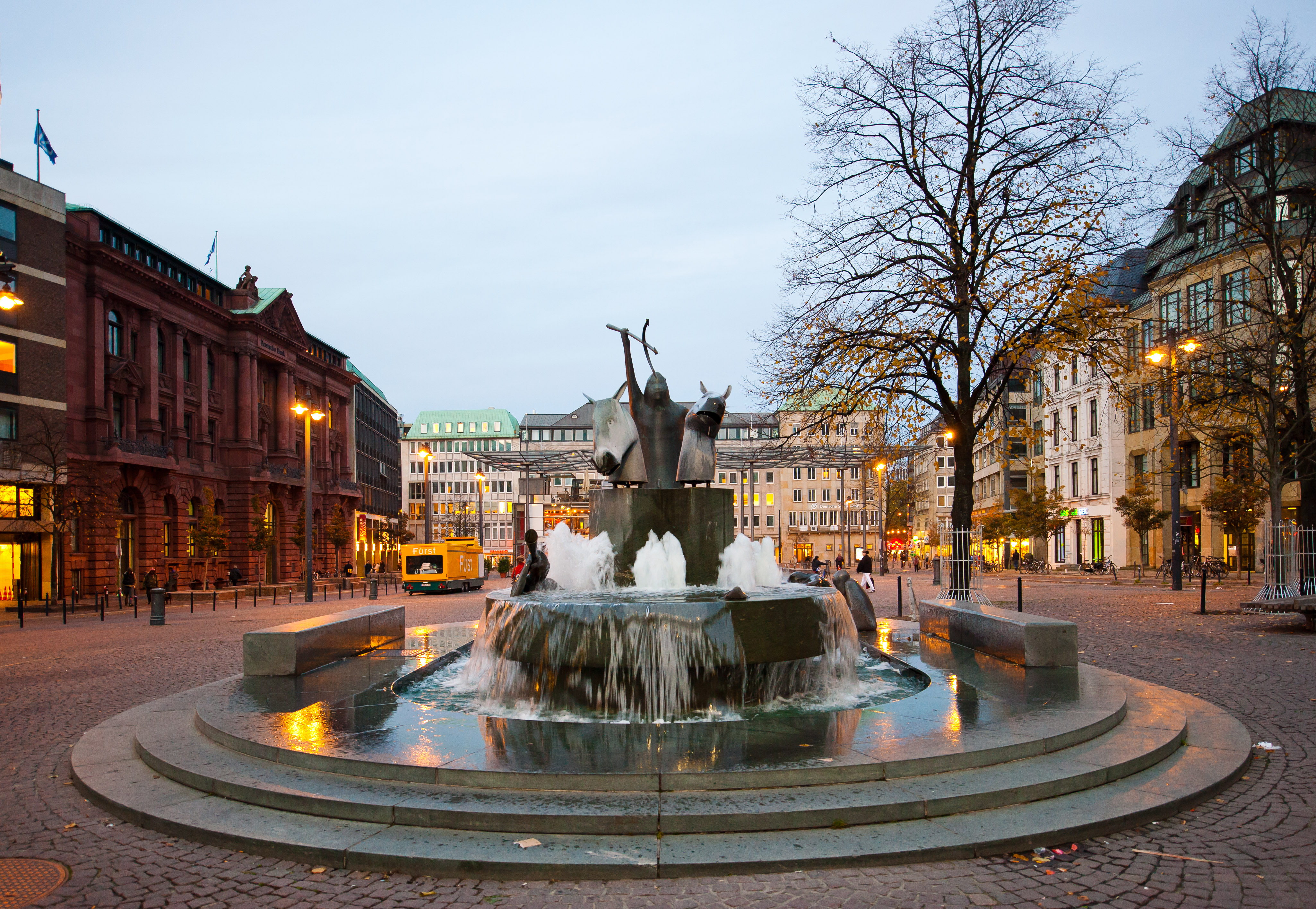
Neptunbrunnen in Bremen

Der Neptunbrunnen auf dem Domshof in Bremen ist ein Kunstwerk des Bildhauers Waldemar Otto das im Jahre 1991 aufgestellt wurde. Es handelt sich um einen der wenigen modernen Neptunbrunnen.

## Der Brunnen
Der Brunnen befindet sich im Stadtzentrum Bremens auf dem Domshof, in unmittelbarer Nachbarschaft zu Dom und Rathaus. Er ist so ausgerichtet, dass er zwischen diesen beiden Gebäuden hindurch Richtung Haus der Bürgerschaft blickt. Die Grundfläche in Form einer Superellipse hat eine Größe von zirka 4 × 6 Meter, eine Höhe von zirka 3,5 Meter und besteht aus einem Sockel aus grünem Granit aus dem schweizerischen Andeer sowie einer Figurengruppe aus Bronze. Im Sockel, der sich drei Stufen über dem umgebenden Niveau erhebt, ist mittig ein flaches Becken eingelassen. Darin steht eine massive tischartige Plattform, die die Wasserfontänen enthält und die Hauptfiguren trägt. Die Längsseiten des Sockels werden von zwei Granitblöcken flankiert, die als Bänke dienen.
Finanziert wurde der Brunnen aus Spenden sowie Mitteln der Stiftung Wohnliche Stadt. Über die Ausführung wurde 1990 abgestimmt. Die Einwohner Bremens durften hierbei zwischen drei Entwürfen wählen, zusätzlich bestand die Möglichkeit in einem ausliegenden Buch die persönliche Meinung zu den Vorschlägen zu äußern. 

## Die Figurengruppe

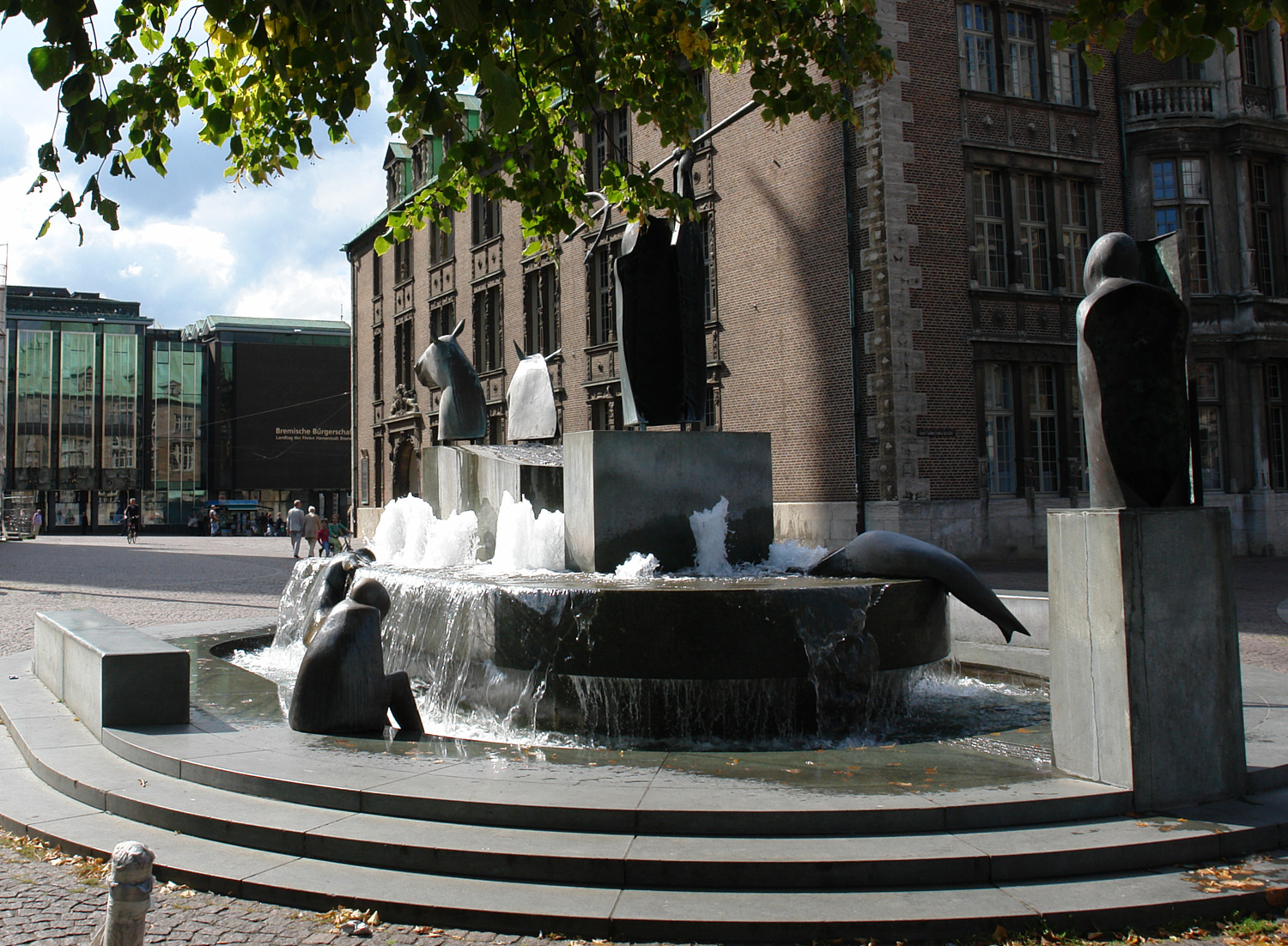
Rückwärtige Ansicht des Brunnens

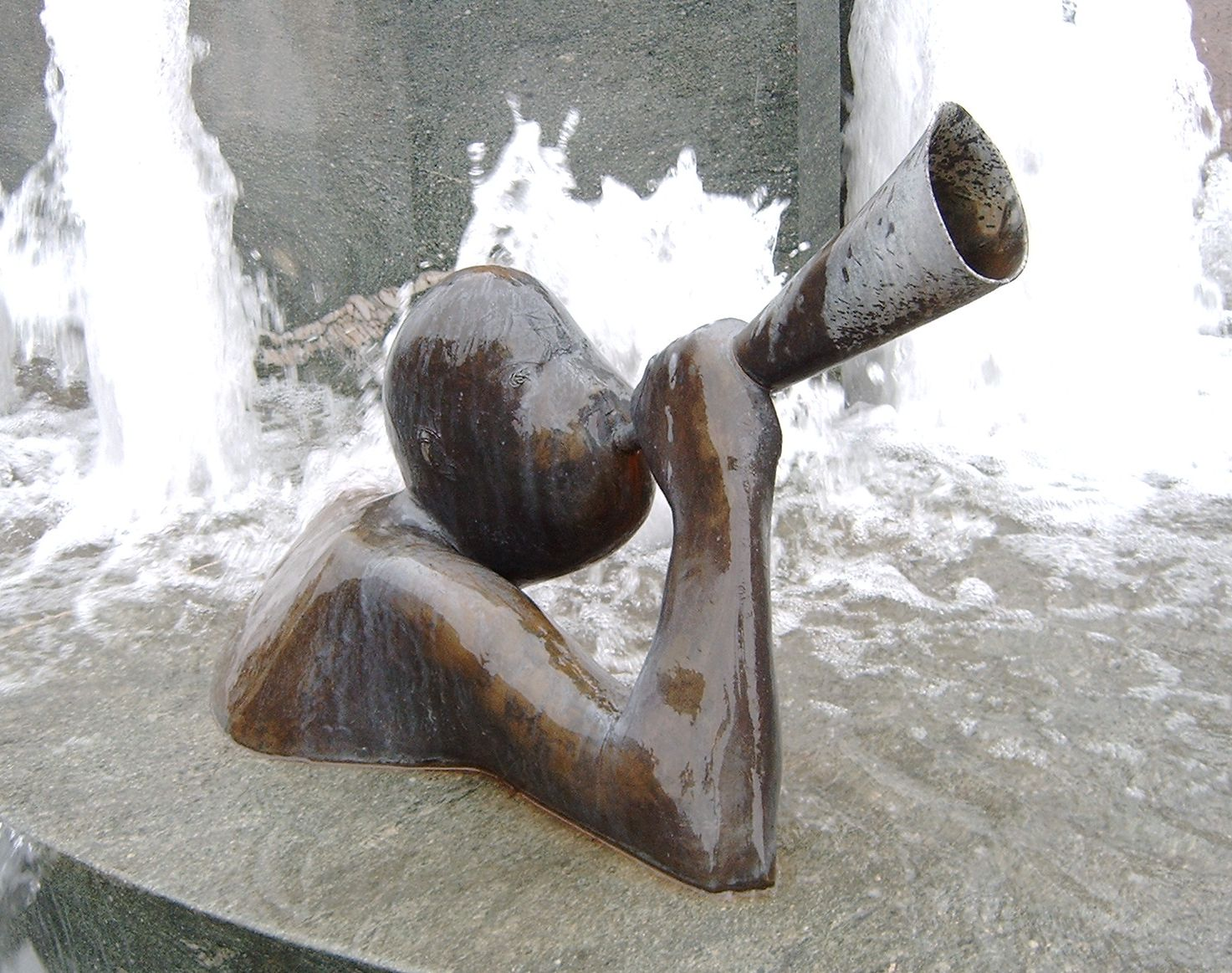
Detail des Brunnens – Triton, Sohn des Poseidon

Die Figurengruppe des Brunnens zeigt verschiedene Gestalten aus der römischen beziehungsweise griechischen Mythologie. In der Mitte steht dabei der Meeresgott Neptun (griechisch Poseidon), der auf seinem von zwei Pferden gezogenen Wagen über die Wellen reitet und seinen Dreizack empor reckt. Der Wagen selbst wird dabei durch einen Granitblock angedeutet, der sich über die Fontänen (d. h. über die Wasserebene) erhebt, lediglich Poseidon selbst und das Pferdegespann sind in Bronze geformt, wobei wiederum von den beiden Pferden, die aus ihren Nüstern hin und wieder Wasser versprühen, nur die Köpfe plastisch ausgearbeitet sind.
Seitlich des Wagens ist Triton zu erkennen, Sohn des Poseidon, der mit Hilfe einer Muschel – die er wie eine Fanfare bläst – die Wellen aufwühlen oder glätten kann. Am Beckenrand sitzt der greise Nereus, Vater der Nereiden (der Meeresnymphen). Als vierte Hauptfigur kommt an der Rückseite des Brunnens Proteus, der weissagende und formwandelnde Meeresgott hinzu, dessen Gestalt zur Hälfte von einem Halbzylinder verdeckt ist, der eine soeben initiierte Verwandlung symbolisiert. Hinzu kommen noch einige kleinere Figuren, wie Meeresnymphen am Rand der Plattform und Fische auf dem Grund des Beckens.
Die zentrale Gestalt des Poseidon, aber auch die des Proteus, sind in der für Otto typischen Formgebung der Torsi gestaltet. Hinzu kommt, dass sich beide Figuren, die von vorne aus betrachtet massiv wirken, aus einem anderen Blickwinkel als offene Schalen darstellen und, im Falle des Poseidon, eine innere Struktur aus Metallstreben – einem Knochengerüst ähnlich – erkennen lassen.

## Werke von Otto in Bremen
Von Otto stammte in Bremen u. a. noch Begegnung (1976) in Vegesack,  Massensport (1979) auf dem Boulevard der Universität Bremen, die Skulptur Zur Schicht (1983) in Gröpelingen, Großer Hephaistos II (1991) in Schwachhausen, Großer Bacchus II (1992) in Hemelingen und Agamemnon in Bremen-Mitte am Präsident-Kennedy-Platz.